# Kochkor-Ata
Kochkor-Ata (ryska: Кочкор-Ата) är en ort i Kirgizistan.   Den ligger i oblastet Zjalal-Abad Oblusu, i den västra delen av landet, 270 km sydväst om huvudstaden Bisjkek. Kochkor-Ata ligger 618 meter över havet och antalet invånare är 16 200.
Terrängen runt Kochkor-Ata är platt åt sydost, men åt nordväst är den kuperad. Terrängen runt Kochkor-Ata sluttar söderut. Runt Kochkor-Ata är det ganska tätbefolkat, med 230 invånare per kvadratkilometer. Det finns inga andra samhällen i närheten. Trakten runt Kochkor-Ata består till största delen av jordbruksmark.